# 3. etape af Post Danmark Rundt 2008
Tredje etape af Post Danmark Rundt 2008 blev kørt fredag d. 1. august med start i Padborg og mål i Vejle. Ruten var 200 km lang og krydsede 2. etape mellem Padborg og Aabenraa.

## Resultatliste
|    | Navn                | Land           | Hold                | Tid     | Bonus    |
| -- | ------------------- | -------------- | ------------------- | ------- | -------- |
| 1  | Matti Breschel      | Danmark        | Team CSC-Saxo Bank  | 4:41.37 | 15p, 10s |
| 2  | Jakob Fuglsang      | Danmark        | Team Designa Køkken | + 0.02  | 12p, 6s  |
| 3  | Tom Stamsnijder     | Holland        | Team Gerolsteiner   | + 0.02  | 10p, 4s  |
| 4  | Johannes Fröhlinger | Tyskland       | Team Gerolsteiner   | + 0.10  | 9p       |
| 5  | Daniel Martin       | Irland         | Team Garmin         | + 0.10  | 8p       |
| 6  | Steven Cummings     | Storbritannien | Barloworld          | + 0.10  | 7p       |
| 7  | Jason McCartney     | USA            | Team CSC-Saxo Bank  | + 0.13  | 6p       |
| 8  | Geert Steurs        | Belgien        | Silence-Lotto       | + 0.15  | 5p       |
| 9  | Maarten Tjallingii  | Holland        | Silence-Lotto       | + 0.15  | 4p       |
| 10 | Enrico Gasparotto   | Italien        | Barloworld          | + 0.24  | 3p       |
| 11 | Frantisek Rabon     | Tjekkiet       | Team Columbia       | + 0.24  | 2p       |
| 12 | Gustav Larsson      | Sverige        | Team CSC-Saxo Bank  | + 0.24  | 1p       |

## Bakke- og pointspurter

### 1. spurt (Vojens, ud for nr 19)
Efter 63,7 km
| Vinder | Kenny Robert Van Hummel    | 5p, 3s |
| 2.     | Kristoffer Gudmund Nielsen | 3p, 2s |
| 3.     | Steven Cozza               | 1p, 1s |

### 2. spurt (Hejlsminde, ud for Campingplads)
Efter 93,5 km
| Vinder | Thomas Riber-Sellebjerg  | 5p, 3s |
| 2.     | Steven Cozza             | 3p, 2s |
| 3.     | Morten Voss Christiansen | 1p, 1s |

### 1. bakke (Tingkærvej)
Efter 147,4 km
| Plads | Navn                       | Point |
| ----- | -------------------------- | ----- |
| 1.    | Thomas Riber-Sellebjerg    | 10    |
| 2.    | Martin Mortensen           | 6     |
| 3.    | Kristoffer Gudmund Nielsen | 4     |
| 4.    | Kenny Robert Van Hummel    | 2     |

### 2. bakke (Tørskindvej, efter Robert Jacobsen)
Efter 151,4 km
| Plads | Navn                       | Point |
| ----- | -------------------------- | ----- |
| 1.    | Thomas Riber-Sellebjerg    | 10    |
| 2.    | Martin Mortensen           | 6     |
| 3.    | Kristoffer Gudmund Nielsen | 4     |
| 4.    | Kenny Robert Van Hummel    | 2     |

### 3. bakke (Rauning)
Efter 158,8 km
| Plads | Navn                       | Point |
| ----- | -------------------------- | ----- |
| 1.    | Thomas Riber-Sellebjerg    | 10    |
| 2.    | Kristoffer Gudmund Nielsen | 6     |
| 3.    | Martin Mortensen           | 4     |
| 4.    | Kenny Robert Van Hummel    | 2     |

### 4. bakke (Nørre Vilstrup, ud for gult hus nr. 6)
Efter 175,3 km
| Plads | Navn              | Point |
| ----- | ----------------- | ----- |
| 1.    | Michael Reihs     | 10    |
| 2.    | Anders Hillingsøe | 6     |
| 3.    | Roy Hegreberg     | 4     |
| 4.    | René Jørgensen    | 2     |